# Nazionale maschile di calcio dei Paesi Bassi
La nazionale di calcio dei Paesi Bassi (in olandese Nederlands voetbalelftal, traduzione letterale Undici di calcio dei Paesi Bassi), spesso indicata impropriamente come nazionale di calcio dell'Olanda, è la rappresentativa calcistica dei Paesi Bassi ed è gestita dalla Koninklijke Nederlandse Voetbal Bond. I suoi componenti sono noti come Arancioni (Orange in francese o Oranje in olandese) per il colore delle divise.
Ha vinto il campionato europeo nel 1988 e ha raggiunto per tre volte la finale del campionato mondiale, (1974 e 1978 e 2010), venendo sconfitta in tutte le occasioni. Ha raggiunto la finale della prima edizione della UEFA Nations League (2018-2019), uscendone sconfitta.
In undici partecipazioni al campionato mondiale è arrivata tra le prime quattro posizioni per ben cinque volte. Tra le nazionali che hanno disputato almeno tre finali della Coppa del mondo e sono arrivate almeno cinque volte tra le prime quattro, quella olandese è l'unica a non avere vinto il trofeo. Al campionato europeo ha ottenuto sei piazzamenti nei primi quattro posti (1976, 1988, 1992, 2000, 2004, 2024) su undici partecipazioni complessive alla fase finale.
Nella classifica mondiale della FIFA, istituita nell'agosto 1993, i Paesi Bassi hanno occupato anche il 1º posto, nell'agosto e nel settembre 2011, mentre il peggior posizionamento è il 36º posto dell'agosto 2017; occupano attualmente la 6ª posizione della graduatoria.

## Storia

### Prime comparse al mondiale e periodo buio

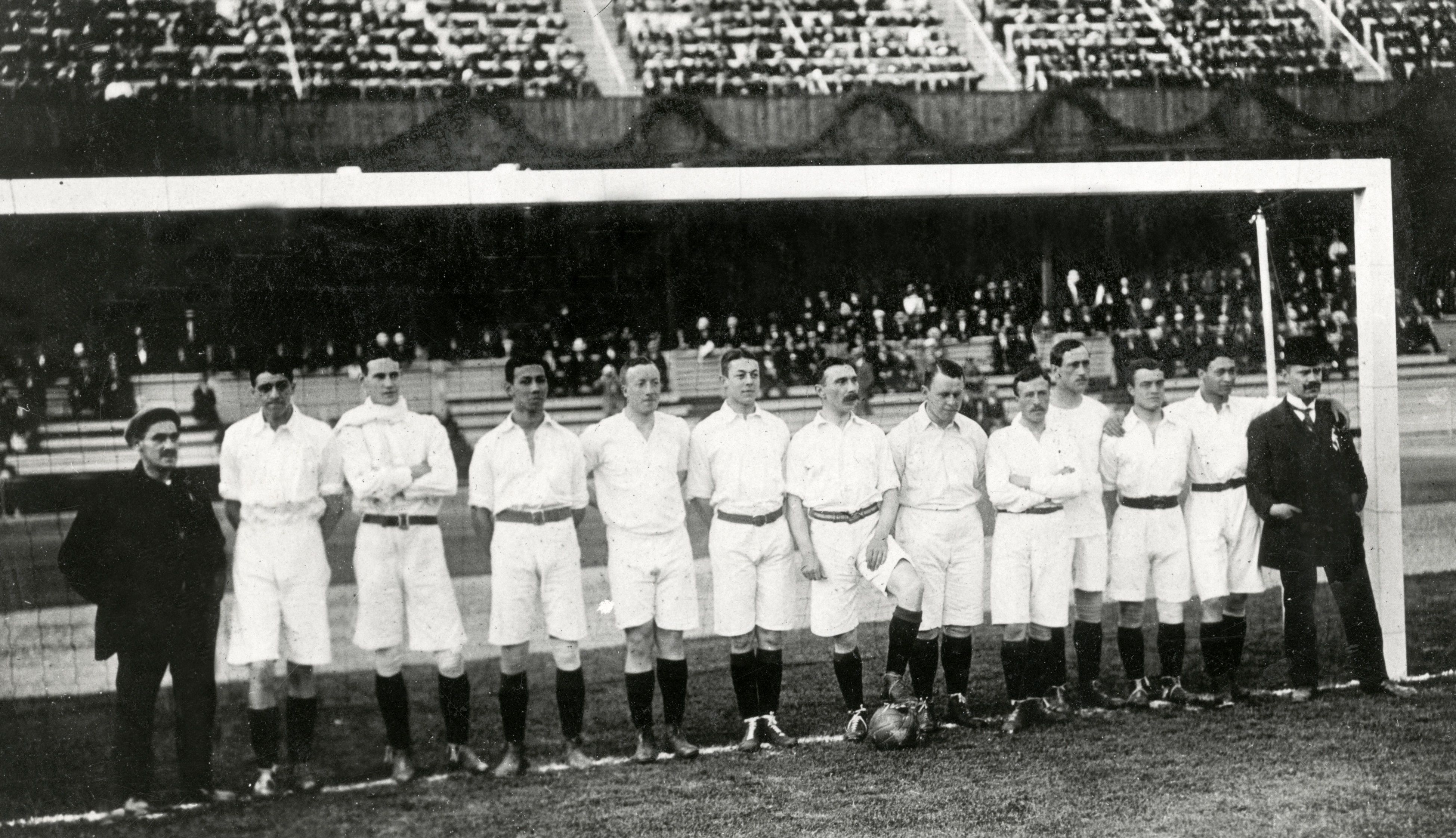
La nazionale olandese che vinse la medaglia di bronzo al torneo olimpico di Stoccolma 1912

La nazionale olandese fece la sua prima apparizione ai campionato del mondo nell'edizione del 1934 in Italia, per poi qualificarsi anche al campionato mondiale del 1938 in Francia. Bisognerà aspettare gli anni settanta per vedere gli oranje riaffacciarsi sul palcoscenico dell'élite mondiale, un'attesa durata fino al campionato del mondo 1974, disputatosi in Germania Ovest.

### L'era del calcio totale e le due finali mondiali

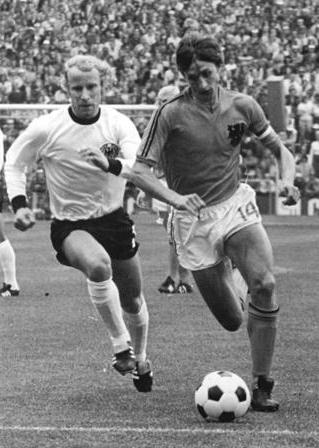
Johan Cruijff, il maggiore talento nella storia degli oranje, in azione nella finale del mondiale del 1974.

Da qualche anno emblema del calcio totale, con Ajax e Feyenoord vincitori di molti trofei nelle coppe europee, la nazionale olandese, sospinta da Johan Cruijff, calciatore di grande qualità tecnica, ritenuto tra i migliori della storia del calcio, fu, sotto la guida del CT Rinus Michels, la rivelazione del campionato del mondo 1974. Pur avendo faticato per raggiungere la fase finale del torneo, gli arancioni sconfissero, tra le altre, l'Argentina e il Brasile campione del mondo uscente, approdando alla finale contro i padroni di casa della Germania, che si imposero in rimonta per 2-1. 
Al campionato d'Europa 1976 liti interne allo spogliatoio tra Cruijff e Willem van Hanegem danneggiarono irrimediabilmente l'affiatamento della squadra, che ottenne un terzo posto considerato deludente a fronte alle aspettative iniziali.
Due anni dopo, al mondiale argentino, i Paesi Bassi del CT austriaco Ernst Happel, privi di Cruijff, che decise di rinunciare alla rassegna e di smettere con la nazionale, raggiunsero nuovamente la finale, seppur con patemi. Dopo aver avuto la meglio, tra le altre, di Austria e Germania Ovest, la squadra olandese si arrese in finale all'Argentina padrona di casa, vittoriosa per 3-1 dopo i tempi supplementari in un'atmosfera di fervente nazionalismo. Gli olandesi, nella circostanza, lamentarono il gioco duro e il presunto atteggiamento ostruzionistico degli argentini, il clima ostile in campo e sugli spalti e la direzione di gara dell'arbitro italiano Sergio Gonella, ritenuta imprecisa e troppo tollerante con i padroni di casa.

### La crisi del decennio 1978-1988
Dopo il campionato mondiale 1978, a causa del declino della generazione dei grandi campioni degli anni settanta, i Paesi Bassi imboccarono la strada di una crisi decennale. Qualificatisi alla fase finale del campionato d'Europa 1980, gli oranje non riuscirono a raggiungere la finale, perdendo la partita decisiva contro la Germania Ovest, poi vincitrice della manifestazione.
Negli anni successivi vennero mancati altri obiettivi importanti quali le qualificazioni ai campionato mondiale 1982 e 1986 e al campionato europeo 1984.

### La vittoria dell'europeo

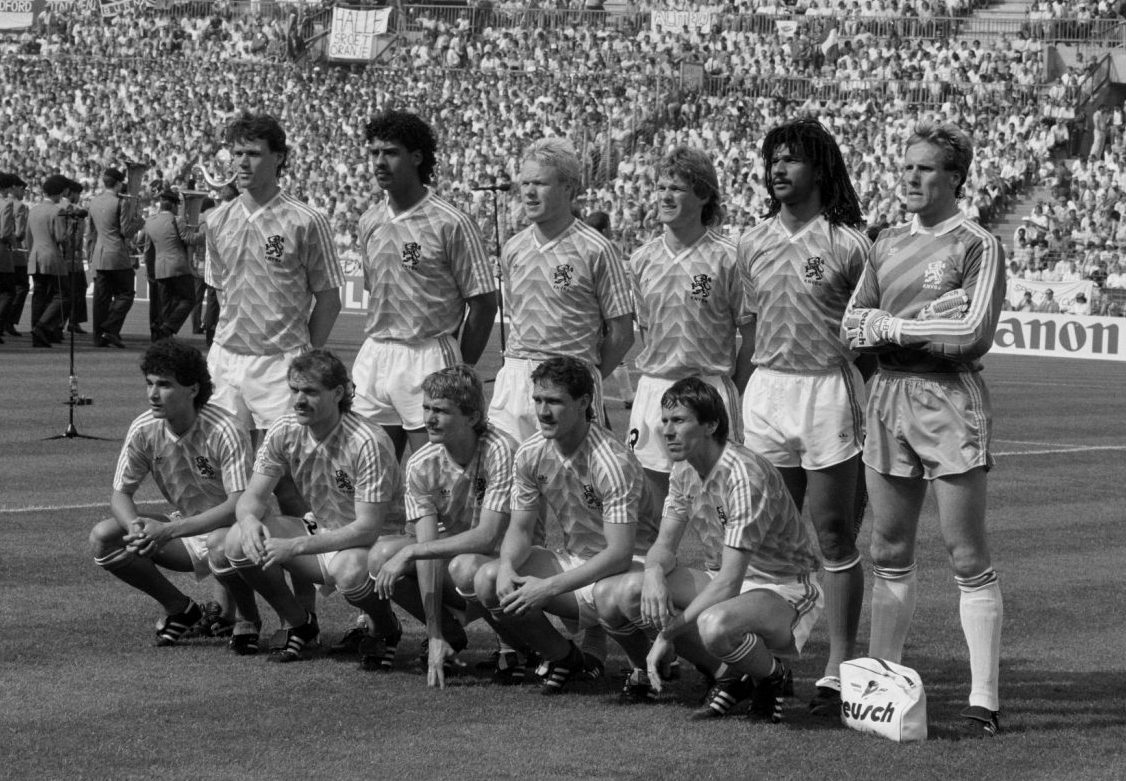
La nazionale olandese campione continentale a Euro '88

Dalla metà degli anni ottanta una nuova generazione di campioni si affacciò sulla scena internazionale. I Paesi Bassi, allenati dallo stesso Rinus Michels, già timoniere al tempo della finale mondiale del 1974, conquistarono il loro primo alloro europeo vincendo il campionato d'Europa 1988, disputatosi in Germania Ovest. Pur sconfitta al debutto nel girone dall'Unione Sovietica, la compagine olandese superò la fase a gruppi e in semifinale eliminò la Germania Ovest padrona di casa, per poi trionfare nella finale di Monaco di Baviera contro la stessa Unione Sovietica, da cui gli arancioni erano stati battuti nella gara d'esordio. Di quella compagine olandese facevano parte campioni del calibro di Marco van Basten, Ruud Gullit, Frank Rijkaard (il trio olandese del Milan di Sacchi), Ronald Koeman, Gerald Vanenburg e il portiere Hans van Breukelen.

### Anni novanta: il quarto posto al mondiale 1998
Gli anni novanta si aprirono con l'eliminazione agli ottavi di finale del mondiale italiano per mano della Germania Ovest, vera bestia nera degli olandesi e poi vincitrice della rassegna. Al campionato d'Europa 1992 la squadra arancione tornò, invece, ad alti livelli, arrendendosi solo in semifinale. Estromessa dal campionato del mondo 1994 ai quarti di finale dal Brasile poi vincitore del torneo, l'Olanda chiuse ai quarti di finale anche il cammino al campionato d'Europa 1996.

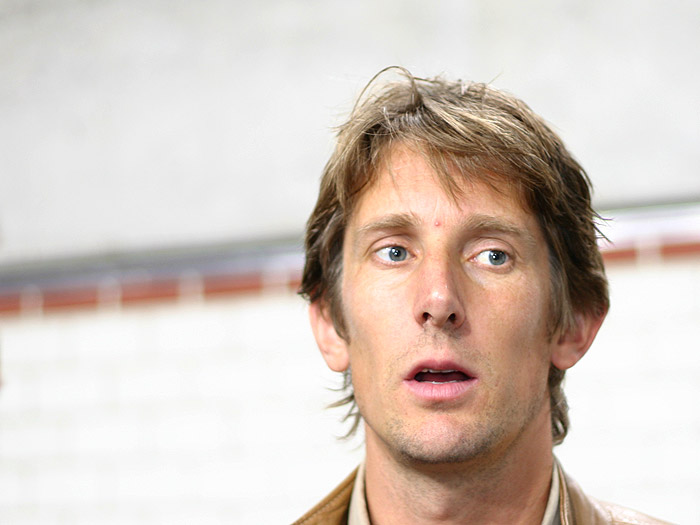
Il portiere Edwin van der Sar, secondo assoluto per numero di presenze in nazionale con 130 partite dal 1995 al 2008.

Nella rassegna mondiale del 1998, con Guus Hiddink come CT, la squadra arrivò tra le prime quattro a distanza di vent'anni dall'ultima volta. Facevano parte di quella nazionale calciatori del calibro di Dennis Bergkamp, Marc Overmars, Phillip Cocu, Edgar Davids, Frank de Boer, Ronald de Boer, Clarence Seedorf e Patrick Kluivert. Gli olandesi avanzarono sino alla semifinale e furono sconfitti ai rigori ancora dal Brasile. Nella finale per il terzo posto furono poi battuti per 2-1 dalla sorprendente Croazia.

### Anni duemila: la doppia semifinale europea
Congiuntamente al vicino Belgio, i Paesi Bassi ospitarono il campionato d'Europa 2000, che per gli oranje terminò in semifinale, contro l'Italia ai tiri dal dischetto. Mancata la qualificazione al campionato del mondo 2002, nella successiva edizione del campionato d'Europa gli olandesi replicarono il raggiungimento della semifinale, stavolta con l'eliminazione causata dal Portogallo. 
Qualificatisi al campionato mondiale 2006 da imbattuti, gli oranje allenati da Van Basten uscirono agli ottavi di finale per mano del Portogallo. Al campionato d'Europa 2008 la squadra vinse il girone comprendente anche Italia e Francia, le due finaliste del mondiale di due anni prima, ma uscì ai quarti di finale, ai tempi supplementari contro la Russia, guidata dall'ex CT dei Paesi Bassi Guus Hiddink.

### Anni duemiladieci

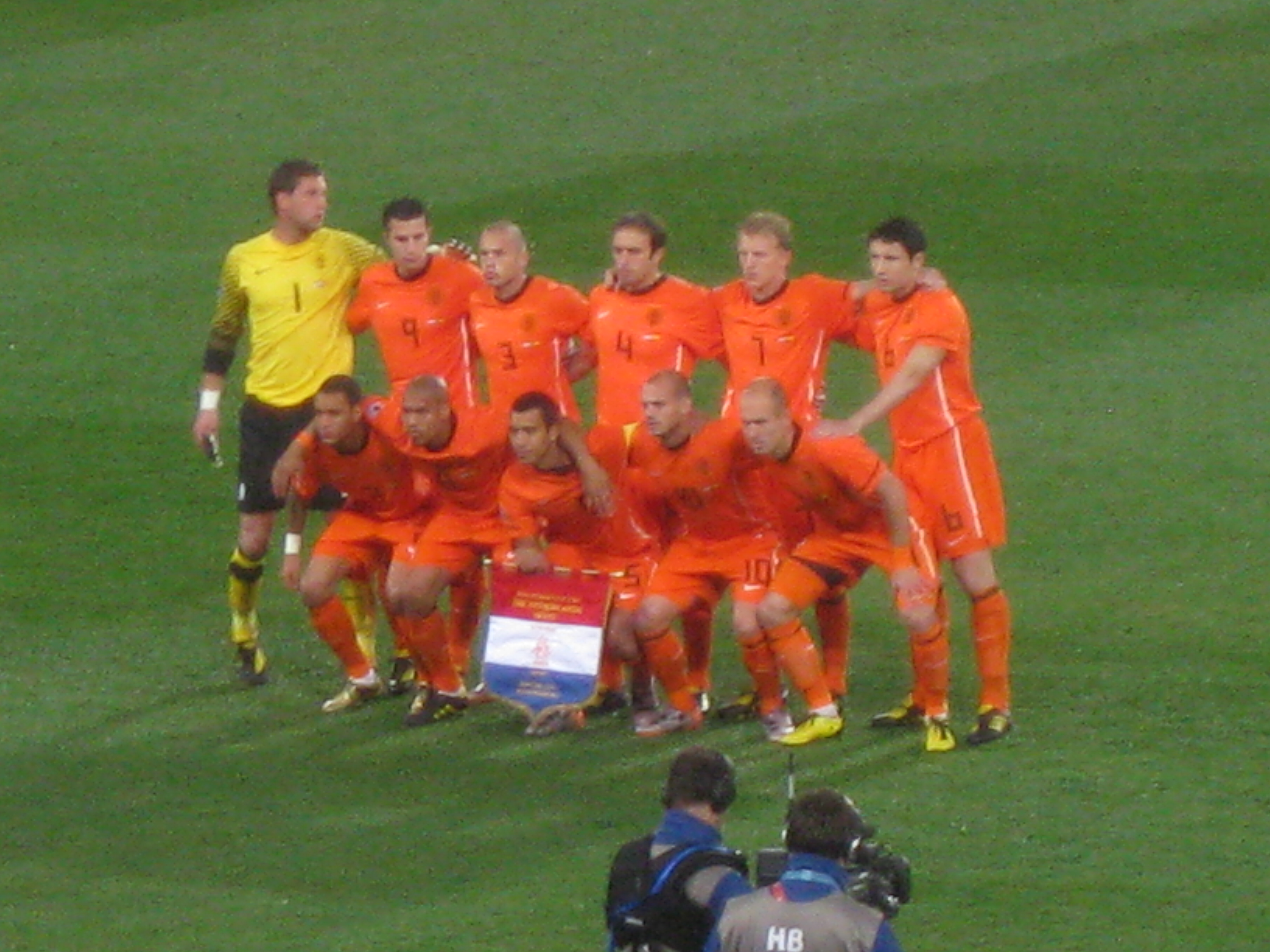
La formazione dell'Olanda scesa in campo nella finale del campionato mondiale del 2010 contro la.

In occasione del mondiale sudafricano del 2010 i Paesi Bassi, guidati dalle stelle Arjen Robben e Wesley Sneijder, riuscirono a raggiungere la finale del torneo per la terza volta, la prima dopo trentadue anni. Eliminato il Brasile ai quarti di finale, la compagine allenata da Bert van Marwijk ebbe ragione dell'Uruguay in semifinale e in finale si trovò di fronte la Spagna campione d'Europa in carica (che si confermerà tale due anni dopo). L'incontro, equilibrato, si risolse in favore degli iberici, che andarono in rete a pochi minuti dalla fine dei tempi supplementari.

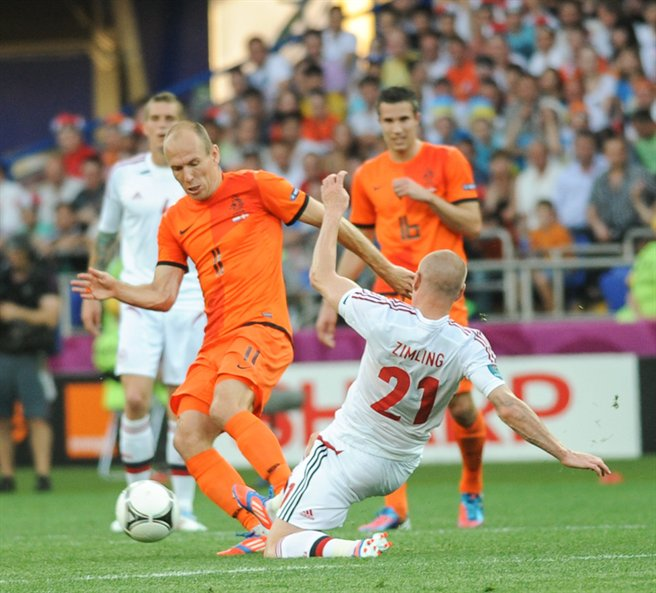
Arjen Robben in azione contro la, durante la fallimentare spedizione al.

Malgrado una brillante fase di qualificazione al campionato d'Europa 2012, in cui vinsero nove delle dieci gare disputate, i Paesi Bassi delusero nella fase finale del torneo, perdendo tutti e tre le partite giocate e concludendo, pertanto, il proprio girone all'ultimo posto. 
Qualificatasi brillantemente con Louis van Gaal al campionato del mondo 2014, grazie a sette vittorie nelle prime otto partite delle eliminatorie, in Brasile la nazionale arancione vinse il proprio girone, sconfiggendo anche la Spagna, campione del mondo e due volte campione d'Europa in carica, per 5-1, e proseguì il percorso sino alla semifinale, dove fu estromessa ai tiri di rigore dall'Argentina. Non sfuggì, però, l'obbiettivo del terzo posto, ottenuto battendo per 3-0 il Brasile padrone di casa, ancora sotto shock dopo la sonora sconfitta contro la Germania in semifinale; per la prima volta i Paesi Bassi chiusero un mondiale da imbattuti.
Dopo il grande risultato in Coppa del mondo, la nazionale olandese mancò la qualificazione al campionato d'Europa del 2016, a seguito di un inutile avvicendamento tecnico in corsa tra il rientrante Guus Hiddink, già alla guida degli oranje negli anni novanta, e Danny Blind. La tendenza negativa proseguì con il mancato approdo al campionato del mondo 2018, dopo il cambio di guida tecnica da Danny Blind a Fred Grim, in attesa dell'infruttuoso ritorno di Dick Advocaat: decisiva fu una peggiore differenza reti rispetto alla Svezia. Ronald Koeman condusse poi i Paesi Bassi al secondo posto nella prima edizione della UEFA Nations League, in cui ad avere la meglio in finale fu il Portogallo.

### Anni duemilaventi
Qualificatisi al campionato d'Europa 2020, tenutisi nel 2021, i Paesi Bassi uscirono inaspettatamente agli ottavi di finale, contro la Rep. Ceca, poi si qualificarono alla final four della UEFA Nations League 2022-2023, che chiusero al quarto posto. Qualificatisi al campionato del mondo 2022, in Qatar gli olandesi vinsero il proprio girone e superarono gli ottavi di finale, per poi fermarsi ai quarti, sconfitti ai tiri di rigore dall'Argentina, pur avendo rimontato due gol nel finale di gara (2-2) e portato la sfida ai tempi supplementari. Al campionato d'Europa 2024, sotto la guida del rientrante Ronald Koeman, la nazionale raggiunse le semifinali a vent'anni dall'ultima volta.

## Partecipazione ai tornei internazionali
Legenda: Grassetto: Risultato migliore, Corsivo: Mancate partecipazioni

## Palmarès
- Campionato d'Europa: 1

Germania Ovest 1988

## Statistiche dettagliate sui tornei internazionali

### Mondiali
| Anno | Luogo                    | Piazzamento      | V | N | P | Gol   |
| ---- | ------------------------ | ---------------- | - | - | - | ----- |
| 1930 | Uruguay                  | Non partecipante | - | - | - | -     |
| 1934 | Italia                   | Ottavi di finale | 0 | 0 | 1 | 2:3   |
| 1938 | Francia                  | Ottavi di finale | 0 | 0 | 1 | 0:3   |
| 1950 | Brasile                  | Non partecipante | - | - | - | -     |
| 1954 | Svizzera                 | Non partecipante | - | - | - | -     |
| 1958 | Svezia                   | Non qualificata  | - | - | - | -     |
| 1962 | Cile                     | Non qualificata  | - | - | - | -     |
| 1966 | Inghilterra              | Non qualificata  | - | - | - | -     |
| 1970 | Messico                  | Non qualificata  | - | - | - | -     |
| 1974 | Germania Ovest           | Secondo posto    | 5 | 1 | 1 | 15:3  |
| 1978 | Argentina                | Secondo posto    | 3 | 2 | 2 | 15:10 |
| 1982 | Spagna                   | Non qualificata  | - | - | - | -     |
| 1986 | Messico                  | Non qualificata  | - | - | - | -     |
| 1990 | Italia                   | Ottavi di finale | 0 | 3 | 1 | 3:4   |
| 1994 | Stati Uniti              | Quarti di finale | 3 | 0 | 2 | 8:6   |
| 1998 | Francia                  | Quarto posto     | 3 | 3 | 1 | 13:7  |
| 2002 | Corea del Sud / Giappone | Non qualificata  | - | - | - | -     |
| 2006 | Germania                 | Ottavi di finale | 2 | 1 | 1 | 3:2   |
| 2010 | Sudafrica                | Secondo posto    | 6 | 0 | 1 | 12:6  |
| 2014 | Brasile                  | Terzo posto      | 5 | 2 | 0 | 15:4  |
| 2018 | Russia                   | Non qualificata  | - | - | - | -     |
| 2022 | Qatar                    | Quarti di finale | 3 | 2 | 0 | 10:4  |

### Europei
| Anno | Luogo                | Piazzamento      | V | N | P | Gol  |
| ---- | -------------------- | ---------------- | - | - | - | ---- |
| 1960 | Francia              | Non partecipante | - | - | - | -    |
| 1964 | Spagna               | Non qualificata  | - | - | - | -    |
| 1968 | Italia               | Non qualificata  | - | - | - | -    |
| 1972 | Belgio               | Non qualificata  | - | - | - | -    |
| 1976 | Jugoslavia           | Terzo posto      | 1 | 0 | 1 | 4:5  |
| 1980 | Italia               | Primo turno      | 1 | 1 | 1 | 4:4  |
| 1984 | Francia              | Non qualificata  | - | - | - | -    |
| 1988 | Germania Ovest       | Campione         | 4 | 0 | 1 | 8:3  |
| 1992 | Svezia               | Semifinali       | 2 | 2 | 0 | 6:3  |
| 1996 | Inghilterra          | Quarti di finale | 1 | 2 | 1 | 3:4  |
| 2000 | Belgio / Paesi Bassi | Semifinali       | 4 | 1 | 0 | 13:3 |
| 2004 | Portogallo           | Semifinali       | 1 | 2 | 2 | 7:6  |
| 2008 | Austria / Svizzera   | Quarti di finale | 3 | 0 | 1 | 10:4 |
| 2012 | Polonia / Ucraina    | Primo turno      | 0 | 0 | 3 | 2:5  |
| 2016 | Francia              | Non qualificata  | - | - | - | -    |
| 2020 | Europa               | Ottavi di finale | 3 | 0 | 1 | 8:4  |
| 2024 | Germania             | Semifinali       | 3 | 1 | 2 | 10:7 |

### Confederations Cup
| Anno | Luogo                    | Piazzamento     | V | N | P | Gol |
| ---- | ------------------------ | --------------- | - | - | - | --- |
| 1992 | Arabia Saudita           | Non invitata    | - | - | - | -   |
| 1995 | Arabia Saudita           | Non invitata    | - | - | - | -   |
| 1997 | Arabia Saudita           | Non qualificata | - | - | - | -   |
| 1999 | Messico                  | Non qualificata | - | - | - | -   |
| 2001 | Corea del Sud / Giappone | Non qualificata | - | - | - | -   |
| 2003 | Francia                  | Non qualificata | - | - | - | -   |
| 2005 | Germania                 | Non qualificata | - | - | - | -   |
| 2009 | Sudafrica                | Non qualificata | - | - | - | -   |
| 2013 | Brasile                  | Non qualificata | - | - | - | -   |
| 2017 | Russia                   | Non qualificata | - | - | - | -   |

### Nations League
| Anno      | Luogo       | Piazzamento      | V | N | P | Gol   |
| --------- | ----------- | ---------------- | - | - | - | ----- |
| 2018-2019 | Portogallo  | Secondo posto    | 3 | 1 | 2 | 11:6  |
| 2020-2021 | Italia      | 6° in Lega A     | 3 | 2 | 1 | 7:4   |
| 2022-2023 | Paesi Bassi | Quarto posto     | 5 | 1 | 2 | 18:11 |
| 2024-2025 | Germania    | Quarti di finale | 2 | 5 | 1 | 18:12 |

### Olimpiadi
| Anno | Luogo     | Piazzamento      | V | N | P | Gol  |
| ---- | --------- | ---------------- | - | - | - | ---- |
| 1908 | Londra    | Bronzo           | 1 | 0 | 1 | 2:4  |
| 1912 | Stoccolma | Bronzo           | 3 | 0 | 1 | 17:8 |
| 1920 | Anversa   | Bronzo           | 2 | 0 | 1 | 8:7  |
| 1924 | Parigi    | Quarto posto     | 2 | 1 | 2 | 11:7 |
| 1928 | Amsterdam | Ottavi di finale | 0 | 0 | 1 | 0:2  |
| 1936 | Berlino   | Non partecipante | - | - | - | -    |
| 1948 | Londra    | Ottavi di finale | 1 | 0 | 1 | 6:5  |

## Tutte le rose

### Mondiali
Coppa del Mondo FIFA 1934P Halle, P van der Meulen, P van Male, D van Diepenbeek, D van Run, D Weber, C Anderiesen, C Oprinsen, C Paauwe, C Pellikaan, C van Heel, A Bakhuys, A Graafland, A Lagendaal, A Mijnders, A Mol, A Schoemaker, A Smit, A van Nellen, A Vente, A Vrauwdeunt, A Wels, CT: Glendenning
Coppa del Mondo FIFA 1938P Michel, P van Male, D Been, D Caldenhove, D Plenter, D Weber, C Anderiesen, C Hogenbirk, C Paauwe, C Pijpers, C van Heel, A de Boer, A de Harder, A de Winter, A Drok, A Ooms, D Punt, A Smit, A van der Veen, A van Spaandonck, A Vente, A Wels, CT: Glendenning
Coppa del Mondo FIFA 19741 Geels, 2 Haan, 3 van Hanegem, 4 van Ierssel, 5 Israël, 6 Jansen, 7 de Jong, 8 Jongbloed, 9 Keizer, 10 R. van de Kerkhof, 11 W. van de Kerkhof, 12 Krol, 13 Neeskens, 14 Cruijff, 15 Rensenbrink, 16 Rep, 17 Rijsbergen, 18 Schrijvers, 19 Strik, 20 Suurbier, 21 Treijtel, 22 Vos, CT: Michels
Coppa del Mondo FIFA 19781 Schrijvers, 2 Poortvliet, 3 Schoenaker, 4 van Kraay, 5 Krol, 6 Jansen, 7 Wildschut, 8 Jongbloed, 9 Haan, 10 R. van de Kerkhof, 11 W. van de Kerkhof, 12 Rensenbrink, 13 Neeskens, 14 Boskamp, 15 Hovenkamp, 16 Rep, 17 Rijsbergen, 18 Nanninga, 19 Doesburg, 20 Suurbier, 21 Lubse, 22 Brandts, CT: Happel
Coppa del Mondo FIFA 19901 van Breukelen, 2 van Aerle, 3 Rijkaard, 4 R. Koeman, 5 van Tiggelen, 6 Wouters, 7 E. Koeman, 8 Vanenburg, 9 van Basten, 10 Gullit, 11 Witschge, 12 Kieft, 13 Rutjes, 14 van 't Schip, 15 Roy, 16 Hiele, 17 Gillhaus, 18 Fraser, 19 van Loen, 20 Winter, 21 Blind, 22 Menzo, CT: Beenhakker
Coppa del Mondo FIFA 19941 de Goeij, 2 F. de Boer, 3 Rijkaard, 4 Koeman, 5 Witschge, 6 Wouters, 7 Overmars, 8 Jonk, 9 R. de Boer, 10 Bergkamp, 11 Roy, 12 Bosman, 13 van der Sar, 14 van Gobbel, 15 Blind, 16 Numan, 17 Taument, 18 Valckx, 19 van Vossen, 20 Winter, 21 de Wolf, 22 Snelders, CT: Advocaat
Coppa del Mondo FIFA 19981 van der Sar, 2 Reiziger, 3 Stam, 4 F. de Boer, 5 Numan, 6 Jonk, 7 R. de Boer, 8 Bergkamp, 9 Kluivert, 10 Seedorf, 11 Cocu, 12 Zenden, 13 Ooijer, 14 Overmars, 15 Bogarde, 16 Davids, 17 van Hooijdonk, 18 de Goeij, 19 van Bronckhorst, 20 Winter, 21 Hasselbaink, 22 Hesp, CT: Hiddink
Coppa del Mondo FIFA 20061 van der Sar, 2 Jaliens, 3 Boulahrouz, 4 Mathijsen, 5 van Bronckhorst, 6 Landzaat, 7 Kuijt, 8 Cocu, 9 van Nistelrooij, 10 van der Vaart, 11 Robben, 12 Kromkamp, 13 Ooijer, 14 Heitinga, 15 de Cler, 16 Maduro, 17 van Persie, 18 van Bommel, 19 Vennegoor of Hesselink, 20 Sneijder, 21 Babel, 22 Timmer, 23 Stekelenburg, CT: van Basten
Coppa del Mondo FIFA 20101 Stekelenburg, 2 van der Wiel, 3 Heitinga, 4 Mathijsen, 5 van Bronckhorst, 6 van Bommel, 7 Kuijt, 8 de Jong, 9 van Persie, 10 Sneijder, 11 Robben, 12 Boulahrouz, 13 Ooijer, 14 de Zeeuw, 15 Braafheid, 16 Vorm, 17 Elia, 18 Schaars, 19 Babel, 20 Afellay, 21 Huntelaar, 22 Boschker, 23 van der Vaart, CT: van Marwijk
Coppa del Mondo FIFA 20141 Cillessen, 2 Vlaar, 3 de Vrij, 4 Martins Indi, 5 Blind, 6 de Jong, 7 Janmaat, 8 de Guzmán, 9 van Persie, 10 Sneijder, 11 Robben, 12 Verhaegh, 13 Veltman, 14 Kongolo, 15 Kuijt, 16 Clasie, 17 Lens, 18 Fer, 19 Huntelaar, 20 Wijnaldum, 21 Depay, 22 Vorm, 23 Krul, CT: van Gaal
Coppa del Mondo FIFA 20221 Pasveer, 2 Timber, 3 de Ligt, 4 van Dijk, 5 Aké, 6 de Vrij, 7 Bergwijn, 8 Gakpo, 9 L. de Jong, 10 Depay, 11 Berghuis, 12 Lang, 13 Bijlow, 14 Klaassen, 15 de Roon, 16 Malacia, 17 Blind, 18 Janssen, 19 Weghorst, 20 Koopmeiners, 21 F. de Jong, 22 Dumfries, 23 Noppert, 24 Taylor, 25 Simons, 26 Frimpong, CT: van Gaal

### Europei
Campionato d’Europa UEFA 19761 Schrijvers, 2 Suurbier, 3 Rijsbergen, 4 van Kraay, 5 Krol, 6 Neeskens, 7 Jansen, 8 Rep, 9 Cruijff, 10 W. van de Kerkhof, 11 Rensenbrink, 12 van Hanegem, 13 Geels, 14 Peters, 15 R. van de Kerkhof, 16 Arntz, 17 Ruiter, 18 Jongbloed, 19 Kist, 20 Meutstege, CT: Knobel
Campionato d’Europa UEFA 19801 Schrijvers, 2 Wijnstekers, 3 van de Korput, 4 Hovenkamp, 5 Krol, 6 Poortvliet, 7 R. van de Kerkhof, 8 W. van de Kerkhof, 9 Kist, 10 Haan, 11 Otto, 12 Rep, 13 Nanninga, 14 Koster, 15 Stevens, 16 Doesburg, 17 Vreijsen, 18 Thijssen, 19 Zondervan, 20 van Breukelen, 21 Brandts, 22 Metgod, CT: Zwartkruis
Campionato d’Europa UEFA 19881 van Breukelen, 2 van Tiggelen, 3 Troost, 4 R. Koeman, 5 Winter, 6 van Aerle, 7 Vanenburg, 8 Mühren, 9 Bosman, 10 Gullit, 11 van 't Schip, 12 van Basten, 13 E. Koeman, 14 Kieft, 15 Koevermans, 16 Hiele, 17 Rijkaard, 18 Suvrijn, 19 Krüzen, 20 Wouters, CT: Michels
Campionato d'Europa UEFA 19921 van Breukelen, 2 van Aerle, 3 van Tiggelen, 4 Koeman, 5 Blind, 6 Wouters, 7 Bergkamp, 8 Rijkaard, 9 van Basten, 10 Gullit, 11 van 't Schip, 12 Kieft, 13 Menzo, 14 Witschge, 15 Winter, 16 Bosz, 17 de Boer, 18 Jonk, 19 Viscaal, 20 Roy, CT: Michels
Campionato d'Europa UEFA 19961 van der Sar, 2 Reiziger, 3 Blind, 4 Seedorf, 5 Stam, 6 de Boer, 7 Taument, 8 Davids, 9 Kluivert, 10 Bergkamp, 11 Hoekstra, 12 Winter, 13 Numan, 14 Witschge, 15 Bogarde, 16 de Goeij, 17 Cruijff, 18 de Kock, 19 Mulder, 20 Cocu, 21 Hesp, 22 Veldman, CT: Hiddink
Campionato d'Europa UEFA 20001 van der Sar, 2 Reiziger, 3 Stam, 4 F. de Boer, 5 Zenden, 6 Seedorf, 7 Cocu, 8 Davids, 9 Kluivert, 10 Bergkamp, 11 Overmars, 12 van Bronckhorst, 13 Konterman, 14 van Vossen, 15 Bosvelt, 16 R. de Boer, 17 van Hooijdonk, 18 de Goeij, 19 Numan, 20 Winter, 21 Makaay, 22 Westerveld, CT: Rijkaard
Campionato d'Europa UEFA 20041 van der Sar, 2 Reiziger, 3 Stam, 4 Bouma, 5 van Bronckhorst, 6 Cocu, 7 van der Meyde, 8 Davids, 9 Kluivert, 10 van Nistelrooij, 11 van der Vaart, 12 Makaay, 13 Westerveld, 14 Sneijder, 15 de Boer, 16 Overmars, 17 van Hooijdonk, 18 Heitinga, 19 Robben, 20 Seedorf, 21 Bosvelt, 22 Zenden, 23 Waterreus, CT: Advocaat
Campionato d'Europa UEFA 20081 van der Sar, 2 Ooijer, 3 Heitinga, 4 Mathijsen, 5 van Bronckhorst, 6 de Zeeuw, 7 van Persie, 8 Engelaar, 9 van Nistelrooij, 10 Sneijder, 11 Robben, 12 Melchiot, 13 Timmer, 14 Bouma, 15 de Cler, 16 Stekelenburg, 17 de Jong, 18 Kuijt, 19 Huntelaar, 20 Afellay, 21 Boulahrouz, 22 Vennegoor of Hesselink, 23 van der Vaart, CT: van Basten
Campionato d'Europa UEFA 20121 Stekelenburg, 2 van der Wiel, 3 Heitinga, 4 Mathijsen, 5 Bouma, 6 van Bommel, 7 Kuijt, 8 N. de Jong, 9 Huntelaar, 10 Sneijder, 11 Robben, 12 Vorm, 13 Vlaar, 14 Schaars, 15 Willems, 16 van Persie, 17 Strootman, 18 L. de Jong, 19 Narsingh, 20 Afellay, 21 Boulahrouz, 22 Krul, 23 van der Vaart, CT: van Marwijk
Campionato d'Europa UEFA 20201 Stekelenburg, 2 Veltman, 3 de Ligt, 4 Aké, 5 Wijndal, 6 de Vrij, 7 Berghuis, 8 Wijnaldum, 9 L. de Jong, 10 Depay, 11 Promes, 12 Van Aanholt, 13 Krul, 14 Klaassen, 15 De Roon, 16 Gravenberch, 17 Blind, 18 Malen, 19 Weghorst, 21 F. de Jong, 22 Dumfries, 23 Bizot, 24 Koopmeiners, 25 Timber, 26 Gakpo, CT: de Boer
Campionato d'Europa UEFA 20241 Verbruggen, 2 Geertruida, 3 de Ligt, 4 van Dijk, 5 Aké, 6 de Vrij, 7 Simons, 8 Wijnaldum, 9 Weghorst, 10 Depay, 11 Gakpo, 12 Frimpong, 13 Bijlow, 14 Reijnders, 15 van de Ven, 16 Veerman, 17 Blind, 18 Malen, 19 Brobbey, 20 Maatsen, 21 Zirkzee, 22 Dumfries, 23 Flekken, 24 Schouten, 25 Bergwijn, 26 Gravenberch, CT: Koeman

### Nations League
Fase finale UEFA Nations League 2018-20191 Cillessen, 2 Hateboer, 3 de Ligt, 4 Van Dijk, 5 Aké, 6 Pröpper, 7 Bergwijn, 8 Wijnaldum, 9 Babel, 10 Depay, 11 Promes, 12 Van Aanholt, 13 Vermeer, 14 de Vrij, 15 de Roon, 16 Strootman, 17 Blind, 18 Vilhena, 19 L. de Jong, 20 Van de Beek, 21 F. de Jong, 22 Dumfries, 23 Bizot, CT: Koeman
Fase finale UEFA Nations League 2022-20231 Bijlow, 2 Timber, 3 Blind, 4 Van Dijk, 5 Aké, 6 Wieffer, 7 Bergwijn, 8 Wijnaldum, 9 Gakpo, 10 Lang, 11 Simons, 12 Geertruida, 13 Flekken, 14 Botman, 15 de Roon, 16 Malacia, 17 Veerman, 18 Malen, 19 Weghorst, 20 Koopmeiners, 21 de Jong, 22 Dumfries, 23 Noppert, CT: Koeman

### Giochi olimpici
Calcio ai Giochi Olimpici Estivi 1908P Beeuwkes, P La Chapelle, D Heijting, D Otten, C Bekker, C de Korver, C Gonsalves, C Kok, C Mundt, C Sol, A de Bruijn Kops, A Groskamp, A Reeman, A Snethlage, A Thomée, A van den Berg, A Welcker, CT: Chadwick
Calcio ai Giochi Olimpici Estivi 1912P Göbel, P van Eck, D Bouman, D Feith, D Wijnveldt, C Boutmy, C de Korver, C de Wolf, C Fortgens, C Lotsij, A Bouvij, A de Groot, A ten Cate, A van Breda Kolff, A van der Sluis, A von Heijden, A Vos, CT: Chadwick
Calcio ai Giochi Olimpici Estivi 1920P MacNeill, P Tempel, D Dénis, D van der Kluft, D Verweij, C Boerdam, C Bosschart, C de Vries, C Kuipers, C Legger, C Steeman, C van Linge, A Bieshaar, A E. Bulder, A J. Bulder, A de Natris, A Groosjohan, A Peereboom, A van Beurden, A van Dort, A van Rappard, A von Heijden, CT: Warburton
Calcio ai Giochi Olimpici Estivi 1924P de Boer, P van der Meulen, D Dénis, D Tetzner, D Verweij, C Horsten, C Krom, C Le Fèvre, C Oosthoek, C van Linge, A Breeuwer, A de Natris, A Formenoij, A Groosjohan, A Lash, A Pijl, A Roomberg, A Sigmond, A Snouck Hurgronje, A ter Beek, A Vermetten, A Visser, CT: Townley
Calcio ai Giochi Olimpici Estivi 1928P de Boer, P van der Meulen, D Dénis, D van Kol, D van Run, C Kools, C Krom, C Massy, C Schipper, C Schreurs, C van Boxtel, C van der Zalm, C van Heel, A Buitenweg, A Elfring, A Freese, A Ghering, A Smeets, A Tap, A van de Griend, A Vis, A Weber, CT: Glendenning
Calcio ai Giochi Olimpici Estivi 1948P Kraak, P Landman, D Alberts, D Schijvenaar, D van Bun, C Beenhakkers, C de Vroet, C Krijgh, C Terlouw, A Appel, A Clavan, A Lenstra, A Rijvers, A Roosenburg, A Schaap, A Stoffelen, A van der Tuijn, A Wilkes, CT: Carver
NOTA: Per le informazioni sulle rose successive al 1948 visionare la pagina della Nazionale olimpica.

### Mundialito
Mundialito 19801 Doesburg, 2 Wijnstekers, 3 Spelbos, 4 Brandts, 5 Hovenkamp, 6 W. van de Kerkhof, 7 Jol, 8 Peters, 9 Kist, 10 R. van de Kerkhof, 11 Vermeulen, 12 Metgod, 13 Valke, 14 Tol, 15 van Mierlo, 16 Arntz, 17 Wildschut, 18 van Breukelen, CT: Zwartkruis

## Divise e simboli

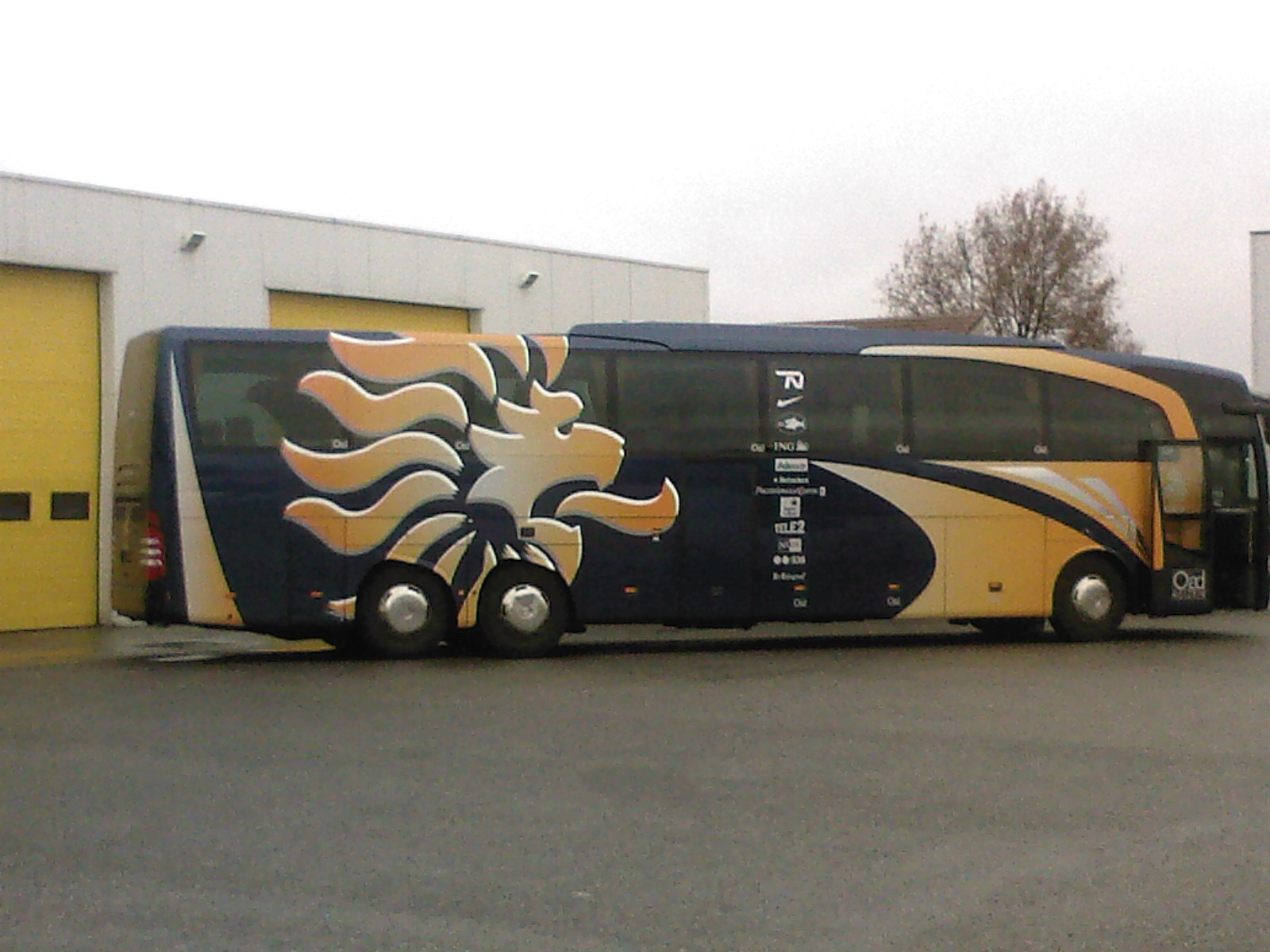
Bus della nazionale olandese con il simbolo del leone stilizzato

I Paesi Bassi sono conosciuti in tutto il mondo per indossare una maglia colore arancione da cui è derivato anche il soprannome Oranje. La scelta cromatica non stupisce in quanto l'arancio è il colore nazionale nel paese, nonostante non compaia ormai più nei simboli patrii come la bandiera o lo stemma. L'arancione deriva dalle discendenze della dinastia reale olandese dalla Casa d'Orange-Nassau.
La prima maglia della nazionale olandese non era arancione, ma bianca con una barra diagonale rappresentante la bandiera olandese; questa composizione cromatica è stata riutilizzata come divisa da trasferta durante il periodo 2006-2008.

La bandiera del principe, richiamata dalle divise 2008

La divisa classica è stata di solito maglia arancione con bordini bianchi, calzoncini bianchi e calzettoni arancio, a volte con risvolti bianchi. Qualche volta, i calzoncini e i bordini della maglia erano neri.
Con l'avvento degli anni 1980 è stata introdotta la combinazione monocromatica, che ha trovato fortuna anche negli anni 1990. Con la sponsorizzazione Nike, in sostituzione della Lotto già subentrata all'Adidas, sono stati introdotti vari colori nuovi: nel 2000, ad esempio, i pantaloncini divennero neri, mentre nel 2006 sono tornati bianchi ma con calzettoni blu, richiamando la bandiera del principe dei Paesi Bassi (vecchia bandiera della nazione) poi simile, ma coi calzettoni celesti. 

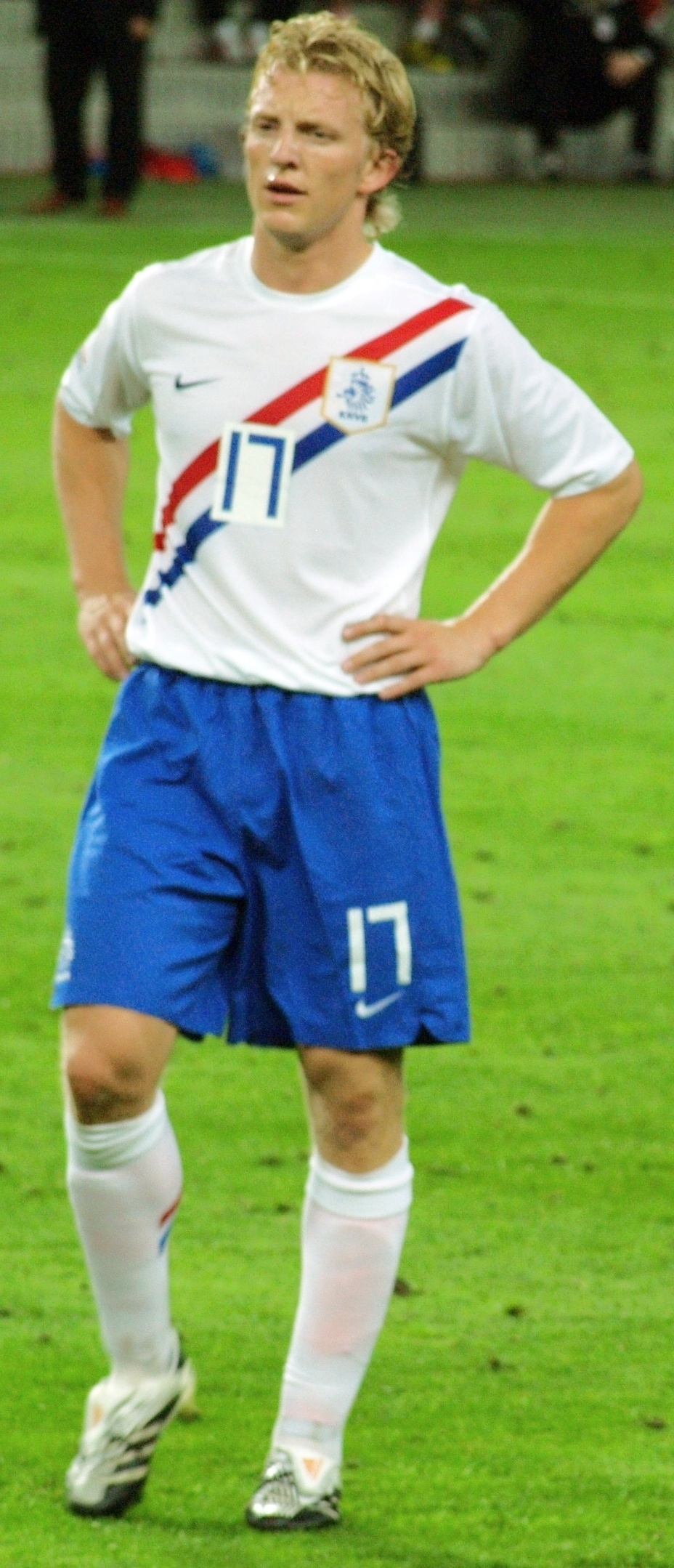
Dirk Kuijt con la maglia da trasferta del 2006,
che richiama la prima maglia ufficiale storica olandese

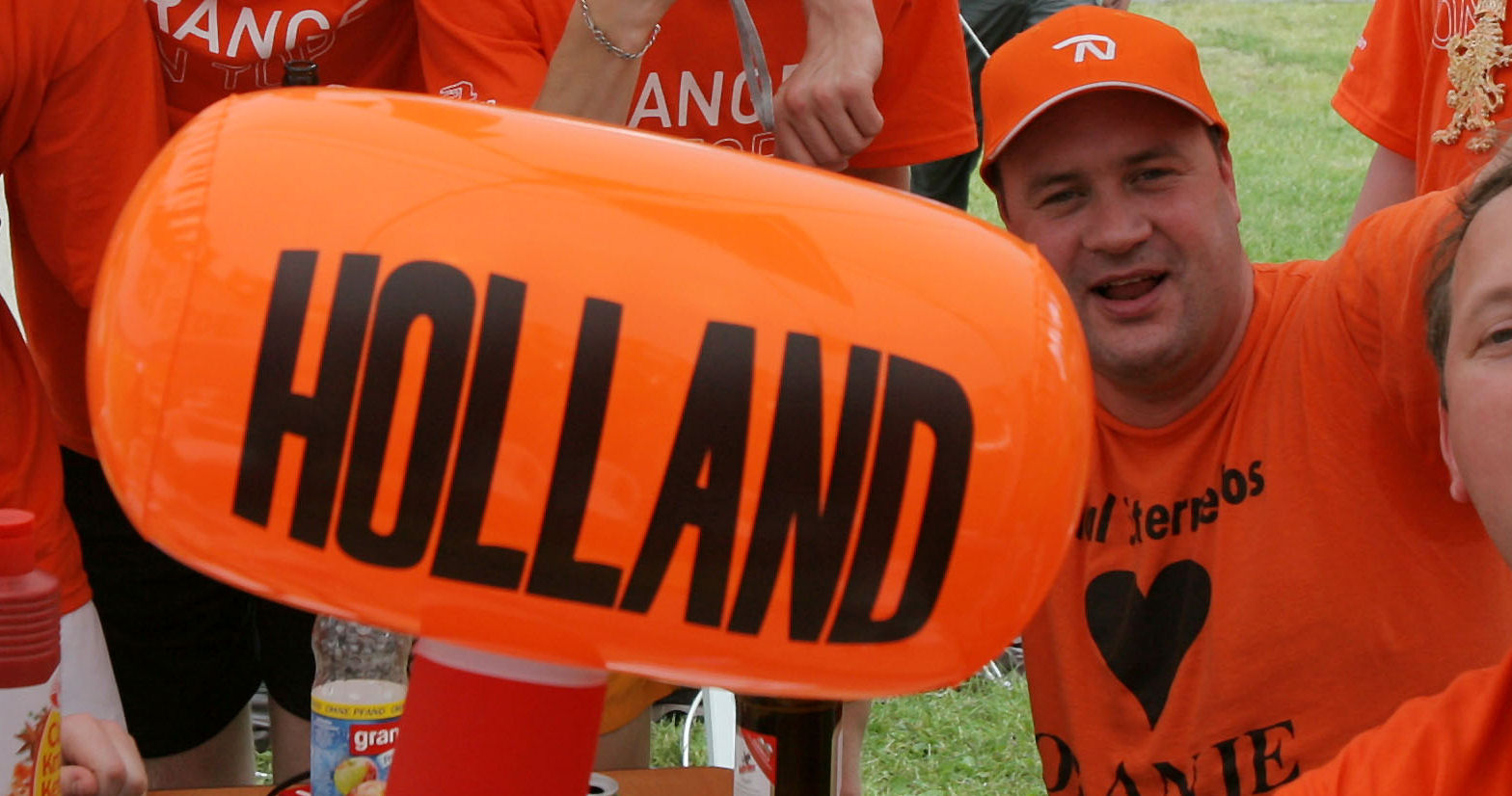
Il colore arancione è ripreso anche dai tifosi della nazionale

Le divise da trasferta hanno avuto una storia un po' più travagliata: solitamente sono state bianche per gran parte della storia con bordini arancioni, ma dal '96 hanno subito vari stravolgimenti, passando dal blu, al nero, all'azzurro e al bianco. Al campionato del mondo 2014 la divisa da trasferta, dopo bianco, azzurro e nero, torna ad essere blu, colore che mancava dagli Europei del 2000. Questa divisa è composta da una serie di V e strisce verticali tono su tono che intersecandosi formano dei rombi ai lati e delle chevron al centro, mentre il font di nomi e numeri (questi ultimi di forma più convenzionale dopo 8 anni di forme squadrate), arancioni, è stato disegnato dal graphic designer olandese Wim Crouwel.
I giocatori portano sul petto da sempre un leone stilizzato di alto, per intero fino alla fine degli anni '90, solo la testa successivamente. Dal campionato del mondo 2014, per celebrare i 125 anni della federcalcio olandese, torna ad essere intero: il leone è uno dei simboli dello stemma nazionale olandese e della Federazione calcistica olandese. Altro simbolo, ma più informale, è il tulipano, utilizzato come appellativo per i giocatori.

### Evoluzione della divisa

#### Casa
| prima divisa | 1934 | 1974 | 1978 | 1988 | 1990 | 1994 | 1998 |  |
| 2000         | 2006 | 2008 | 2010 | 2012 | 2014 | 2016 | 2020 |  |

#### Trasferta
| 1990 | 1994 | 1996        | 1998 | 2000 | 2002 | 2004 | 2006 |
| 2008 | 2010 | 2010 (alt.) | 2012 | 2013 | 2014 | 2016 | 2019 |

## Rosa attuale
Lista dei giocatori convocati per le gare di di qualificazione al campionato mondiale di calcio 2026 del 7 e 10 giugno 2025.
Presenze e reti aggiornate al momento delle convocazioni.
|  | P | Mark Flekken         | 23 giugno 1993   | 8   | -8 | Brentford        |  |  |
|  | P | Nick Olij            | 1º agosto 1995   | 0   | 0  | Sparta Rotterdam |  |  |
|  | P | Kjell Scherpen       | 23 gennaio 2000  | 0   | 0  | Sturm Graz       |  |  |
|  |   |                      |                  |     |    |                  |  |  |
|  | D | Virgil van Dijk      | 8 luglio 1991    | 80  | 9  | Liverpool        |  |  |
|  | D | Stefan de Vrij       | 5 febbraio 1992  | 73  | 4  | Inter            |  |  |
|  | D | Denzel Dumfries      | 18 aprile 1996   | 63  | 9  | Inter            |  |  |
|  | D | Nathan Aké           | 18 febbraio 1995 | 53  | 5  | Manchester City  |  |  |
|  | D | Lutsharel Geertruida | 18 luglio 2000   | 16  | 0  | Feyenoord        |  |  |
|  | D | Jeremie Frimpong     | 10 dicembre 2000 | 12  | 1  | Liverpool        |  |  |
|  | D | Micky van de Ven     | 19 aprile 2001   | 10  | 0  | Tottenham        |  |  |
|  | D | Jorrel Hato          | 7 marzo 2006     | 6   | 0  | Ajax             |  |  |
|  | D | Jan Paul van Hecke   | 8 giugno 2000    | 4   | 0  | Brighton         |  |  |
|  |   |                      |                  |     |    |                  |  |  |
|  | C | Frenkie de Jong      | 12 maggio 1997   | 57  | 2  | Barcellona       |  |  |
|  | C | Xavi Simons          | 21 aprile 2003   | 26  | 4  | RB Lipsia        |  |  |
|  | C | Tijjani Reijnders    | 19 luglio 1998   | 22  | 4  | Milan            |  |  |
|  | C | Ryan Gravenberch     | 16 maggio 2002   | 18  | 1  | Liverpool        |  |  |
|  | C | Mats Wieffer         | 16 novembre 1999 | 13  | 1  | Brighton         |  |  |
|  |   |                      |                  |     |    |                  |  |  |
|  | A | Memphis Depay        | 13 febbraio 1994 | 100 | 47 | Corinthians      |  |  |
|  | A | Wout Weghorst        | 7 agosto 1992    | 43  | 14 | Ajax             |  |  |
|  | A | Donyell Malen        | 18 gennaio 1999  | 42  | 9  | Aston Villa      |  |  |
|  | A | Cody Gakpo           | 7 maggio 1999    | 38  | 15 | Liverpool        |  |  |
|  | A | Noa Lang             | 17 giugno 1999   | 13  | 2  | PSV              |  |  |
|  | A | Justin Kluivert      | 5 maggio 1999    | 5   | 0  | Bournemouth      |  |  |

## Record individuali
Dati aggiornati al 6 giugno 2025.
- In grassetto i giocatori ancora in attività in nazionale.

### Record di presenze
| Pos. | Giocatore                | Presenze | Reti | Periodo   |
| ---- | ------------------------ | -------- | ---- | --------- |
| 1    | Wesley Sneijder          | 134      | 31   | 2003-2018 |
| 2    | Edwin van der Sar        | 130      | 0    | 1995-2008 |
| 3    | Frank de Boer            | 112      | 13   | 1990-2004 |
| 4    | Rafael van der Vaart     | 109      | 25   | 2001-2013 |
| 5    | Daley Blind              | 108      | 3    | 2013-2024 |
| 6    | Giovanni Van Bronckhorst | 106      | 6    | 1996-2010 |
| 7    | Dirk Kuijt               | 104      | 24   | 2004-2014 |
| 8    | Robin van Persie         | 102      | 50   | 2005-2017 |
| 8    | Memphis Depay            | 102      | 50   | 2013-     |
| 10   | Phillip Cocu             | 101      | 10   | 1996-2006 |

### Record di reti
| Pos. | Giocatore            | Reti | Pres. | Periodo   |
| ---- | -------------------- | ---- | ----- | --------- |
| 1    | Robin van Persie     | 50   | 102   | 2005-2017 |
| 1    | Memphis Depay        | 50   | 102   | 2013-     |
| 3    | Klaas-Jan Huntelaar  | 42   | 76    | 2006-2015 |
| 4    | Patrick Kluivert     | 40   | 79    | 1994-2004 |
| 5    | Dennis Bergkamp      | 37   | 79    | 1990-2000 |
| 5    | Arjen Robben         | 37   | 96    | 2003-2017 |
| 7    | Faas Wilkes          | 35   | 38    | 1946-1961 |
| 7    | Ruud van Nistelrooij | 35   | 70    | 1998-2012 |
| 9    | Abe Lenstra          | 33   | 47    | 1940-1959 |
| 9    | Johan Cruijff        | 33   | 48    | 1966-1977 |

## Commissari tecnici (1949-oggi)
Elenco di tutti i commissari tecnici avuti dalla nazionale olandese a partire dal 1949.
Dati aggiornati al 10 luglio 2024.
| Commissario tecnico                | Periodo       | G.  | V.  | P.  | S.  | % V.   |
| ---------------------------------- | ------------- | --- | --- | --- | --- | ------ |
| Jaap van der Leck                  | 1949-1954     | 33  | 7   | 3   | 23  | 21,21% |
| Max Merkel                         | 1955-1956     | 10  | 7   | 1   | 2   | 70,00% |
| Friedrich Donnenfeld               | 1956          | 3   | 2   | 1   | 0   | 66,67% |
| George Hardwick                    | 1957          | 5   | 1   | 1   | 3   | 20,00% |
| Elek Schwartz                      | 1957-1964     | 49  | 19  | 12  | 18  | 38,78% |
| Denis Charles Neville              | 1964-1965     | 8   | 2   | 3   | 3   | 25,00% |
| Georg Keßler                       | 1965-1970     | 28  | 10  | 6   | 12  | 35,71% |
| František Fadrhonc e Rinus Michels | 1970-1974     | 30  | 19  | 7   | 4   | 63,33% |
| George Knobel                      | 1974-1976     | 15  | 9   | 1   | 5   | 60,00% |
| Ernst Happel e Jan Zwartkruis      | 1976-1981     | 40  | 20  | 10  | 10  | 50,00% |
| Kees Rijvers                       | 1981-1984     | 19  | 9   | 3   | 7   | 47,37% |
| Rinus Michels e Leo Beenhakker     | 1984-1988     | 61  | 35  | 14  | 12  | 57,37% |
| Thijs Libregts                     | 1988-1990     | 13  | 6   | 4   | 3   | 46,15% |
| Leo Beenhakker                     | 1990          | 6   | 1   | 3   | 2   | 16,67% |
| Rinus Michels                      | 1990-1992     | 19  | 11  | 4   | 4   | 57,89% |
| Dick Advocaat                      | 1992-1994     | 26  | 15  | 5   | 6   | 57,69% |
| Guus Hiddink                       | 1994-1998     | 37  | 22  | 7   | 8   | 59,46% |
| Frank Rijkaard                     | 1998-2000     | 22  | 8   | 12  | 2   | 36,36% |
| Louis van Gaal                     | 2000-2002     | 14  | 8   | 4   | 2   | 57,14% |
| Dick Advocaat                      | 2002-2004     | 29  | 16  | 7   | 6   | 55,17% |
| Marco van Basten                   | 2004-2008     | 52  | 35  | 11  | 6   | 67,31% |
| Bert van Marwijk                   | 2008-2012     | 52  | 34  | 10  | 8   | 65,38% |
| Louis van Gaal                     | 2012-2014     | 28  | 17  | 9   | 2   | 60,71% |
| Guus Hiddink                       | 2014-2015     | 10  | 4   | 1   | 5   | 40,00% |
| Danny Blind                        | 2015-2017     | 17  | 7   | 3   | 7   | 41,10% |
| Fred Grim                          | 2017          | 1   | 0   | 0   | 1   | 0%     |
| Dick Advocaat                      | 2017          | 7   | 6   | 0   | 1   | 85,71% |
| Ronald Koeman                      | 2018-2020     | 20  | 11  | 5   | 4   | 55%    |
| Frank de Boer                      | 2020-2021     | 15  | 8   | 4   | 3   | 53,33% |
| Louis van Gaal                     | 2021-2022     | 22  | 16  | 6   | 0   | 72,72% |
| Ronald Koeman                      | 2023-in corso | 20  | 12  | 1   | 7   | 60%    |
| Totale                             | Totale        | 711 | 377 | 158 | 176 | 53,02% |

## Confronti con altre nazionali
Tra le nazionali contro cui sono state disputate almeno 10 partite, i Paesi Bassi presentano i seguenti saldi:

### Saldo positivo
| Nazionale   | Giocate | Vinte | Nulle | Perse | Reti Fatte | Reti Subite | Differenza | Ultima vittoria   | Ultimo pari       | Ultima sconfitta  |
| ----------- | ------- | ----- | ----- | ----- | ---------- | ----------- | ---------- | ----------------- | ----------------- | ----------------- |
| Belgio      | 129     | 57    | 31    | 41    | 285        | 221         | +64        | 25 settembre 2022 | 16 ottobre 2018   | 15 agosto 2012    |
| Danimarca   | 33      | 13    | 10    | 10    | 64         | 49          | +15        | 26 marzo 2022     | 29 maggio 2008    | 9 giugno 2012     |
| Svezia      | 25      | 11    | 6     | 8     | 47         | 48          | -1         | 10 ottobre 2017   | 6 settembre 2016  | 11 ottobre 2011   |
| Irlanda     | 24      | 13    | 4     | 7     | 42         | 30          | +12        | 18 novembre 2023  | 27 maggio 2016    | 5 giugno 2004     |
| Norvegia    | 22      | 10    | 7     | 5     | 47         | 28          | +19        | 16 novembre 2021  | 1º settembre 2021 | 23 settembre 1992 |
| Austria     | 21      | 10    | 4     | 7     | 40         | 27          | +13        | 17 giugno 2021    | 1º maggio 1985    | 25 giugno 2024    |
| Scozia      | 20      | 10    | 5     | 5     | 32         | 15          | +17        | 22 marzo 2024     | 2 giugno 2021     | 15 novembre 2003  |
| Polonia     | 20      | 10    | 7     | 3     | 30         | 20          | +10        | 16 giugno 2024    | 11 giugno 2022    | 2 maggio 1979     |
| Ungheria    | 19      | 11    | 3     | 5     | 54         | 30          | +24        | 11 ottobre 2013   | 11 ottobre 2024   | 17 ottobre 1984   |
| Lussemburgo | 18      | 15    | 1     | 2     | 67         | 14          | +53        | 9 giugno 2017     | 11 settembre 1963 | 30 ottobre 1963   |
| Turchia     | 15      | 7     | 4     | 4     | 23         | 15          | +8         | 6 luglio 2024     | 28 marzo 2015     | 24 marzo 2021     |
| Spagna      | 15      | 6     | 4     | 5     | 24         | 23          | +1         | 31 marzo 2015     | 23 marzo 2025     | 11 luglio 2010    |
| Finlandia   | 15      | 12    | 2     | 1     | 45         | 14          | +31        | 7 giugno 2025     | 5 giugno 1991     | 11 giugno 1950    |
| Romania     | 14      | 11    | 3     | 1     | 32         | 3           | +29        | 2 luglio 2024     | 24 marzo 2007     | 13 ottobre 2007   |
| Islanda     | 13      | 10    | 1     | 2     | 37         | 7           | +30        | 10 giugno 2024    | 1º settembre 1982 | 3 settembre 2015  |
| Brasile     | 12      | 4     | 5     | 3     | 18         | 15          | +3         | 12 luglio 2014    | 4 giugno 2011     | 8 giugno 1999     |
| Grecia      | 11      | 9     | 1     | 1     | 24         | 3           | +21        | 16 ottobre 2023   | 25 marzo 1987     | 1º settembre 2016 |
| Argentina   | 10      | 4     | 5     | 1     | 15         | 8           | +7         | 12 febbraio 2003  | 9 dicembre 2022   | 25 giugno 1978    |
| Bielorussia | 10      | 8     | 0     | 2     | 23         | 6           | +17        | 13 ottobre 2019   | -                 | 21 novembre 2007  |
| Galles      | 10      | 10    | 0     | 0     | 29         | 8           | +21        | 14 giugno 2022    | -                 | -                 |

### Saldo neutro
| Nazionale | Giocate | Vinte | Nulle | Perse | Reti Fatte | Reti Subite | Differenza | Ultima vittoria  | Ultimo pari      | Ultima sconfitta |
| --------- | ------- | ----- | ----- | ----- | ---------- | ----------- | ---------- | ---------------- | ---------------- | ---------------- |
| Svizzera  | 33      | 15    | 3     | 15    | 68         | 61          | +7         | 13 giugno 1996   | 11 novembre 2011 | 22 agosto 2007   |
| Bulgaria  | 12      | 5     | 2     | 5     | 20         | 17          | +3         | 3 settembre 2017 | 7 ottobre 2006   | 25 marzo 2017    |

### Saldo negativo
| Nazionale              | Giocate | Vinte | Nulle | Perse | Reti Fatte | Reti Subite | Differenza | Ultima vittoria  | Ultimo pari       | Ultima sconfitta |
| ---------------------- | ------- | ----- | ----- | ----- | ---------- | ----------- | ---------- | ---------------- | ----------------- | ---------------- |
| Germania               | 48      | 12    | 18    | 18    | 79         | 90          | -11        | 6 settembre 2019 | 10 settembre 2024 | 14 ottobre 2024  |
| Inghilterra            | 32      | 9     | 10    | 13    | 38         | 74          | -36        | 6 giugno 2019    | 12 agosto 2009    | 10 luglio 2024   |
| Francia                | 31      | 11    | 5     | 15    | 57         | 53          | +4         | 16 novembre 2018 | 21 giugno 2024    | 13 ottobre 2023  |
| Italia                 | 24      | 3     | 10    | 11    | 24         | 33          | -9         | 9 giugno 2008    | 14 ottobre 2020   | 18 giugno 2023   |
| Portogallo             | 14      | 2     | 4     | 8     | 10         | 16          | -6         | 26 marzo 2018    | 14 agosto 2013    | 9 giugno 2019    |
| Rep. Ceca              | 12      | 3     | 3     | 6     | 14         | 18          | -4         | 8 ottobre 2005   | 29 marzo 2003     | 13 giugno 2020   |
| Inghilterra Dilettanti | 10      | 2     | 1     | 7     | 10         | 43          | -33        | 7 marzo 1954     | 15 novembre 1952  | 15 novembre 1913 |

Nota: Come da regolamento FIFA le gare terminate ai rigori contro Argentina (22 maggio 1979, persa, 9 luglio 2014, persa e 9 dicembre 2022, persa), Danimarca (22 giugno 1992, persa), Francia (22 giugno 1996, persa), Brasile (7 luglio 1998, persa), Italia (29 giugno 2000, persa) e Svezia (26 giugno 2004, vinta) sono considerate partite pareggiate.